# 尚林
尚林，和名具志頭王子朝誠，童名思徳金。琉球国小禄御殿五世按司。生于於萬暦二十七年（1599年）己亥三月初八日。父親是四世小祿按司尚宏，母親穆氏。萬曆三十九年（1611年）襲封具志頭間切總地頭職。四十二年（1614年），領知行高八百斛。四十六年，作為慶賀使出使薩摩藩，慶賀島津忠恆執掌薩摩軍政。同年知行增加至千斛，并自島津忠恆處獲贈大刀一腰以及馬一匹。於崇禎十六年（1643年）薨去。尚林有兩個兒子，尚擇善與東風平朝臺。